# 末松正樹
末松 正樹（すえまつ まさき、1908年8月28日 - 1997年4月28日）は、日本の洋画家。多摩美術大学名誉教授。

## 概要
1908年、新潟県新発田市に生まれた。1930年、旧制山口高等学校卒業。1933年に上京、逓信省東京中央電話局に就職し、そのかたわらでレニ・リーフェンシュタール出演の映画『聖山』（1927年、アーノルト・ファンク監督）に感銘をうけ、ドイツの前衛舞踏「ノイエ・タンツ」に関心をもつ。この時期、舞踊家の執行正俊が主宰するスタジオに通い始める。
1939年、パリに渡る舞踏家に同行して渡欧。第二次世界大戦開戦後もパリに留まるが、ドイツの進駐をうけてマルセイユに逃れ、現地の領事館に勤務する。1944年、マルセイユからスペインへ逃れる途上のペルピニャンで捕虜として警察に拘留。ホテルでの軟禁生活を強いられるなか数百枚におよぶデッサンを制作し、作風は抽象へと向かった。1946年の帰国後は『みずゑ』『美術手帖』を中心に旺盛な執筆・翻訳活動を行い、フランスの同時代美術の動向を紹介。1951年にタケミヤ画廊で個展。1954年の再渡欧後は、群像表現から地中海の光を主題とした抽象表現へと移行した。
1953年から多摩美術大学教授。1969年から翌年にかけ、福沢一郎の後任として同大学長代行を務めた。

### 展覧会図録
- 板橋区立美術館 尾崎眞人編集『末松正樹 : その抽象と舞踏の時代展』板橋区立美術館、1992年
- 多摩美術大学美術館ほか編集『末松正樹展』多摩美術大学美術館、2005年[3]